# Chavarriella allotaxis
Chavarriella allotaxis är en fjärilsart som beskrevs av Louis Beethoven Prout 1932. Chavarriella allotaxis ingår i släktet Chavarriella och familjen mätare. Inga underarter finns listade i Catalogue of Life.